# Les Super Mécanimaux
Les Super Mécanimaux (Animal Mechanicals) est une série télévisée préscolaire d'animation 3D canadienne en 73 épisodes de 12 minutes créée par Jeff Rosen, produite par Halifax Film, en association avec la Société Radio-Canada, distribuée par Decode Entertainment, et diffusée entre le 1er septembre 2008 et le 26 janvier 2011 sur le réseau CBC, et en français à partir du printemps 2009 à la Télévision de Radio-Canada. En France, la série est diffusée le 19 septembre 2009 sur Playhouse Disney, et puis sur Piwi.

## Fiche technique
- Titre original : Animal Mechanicals
- Titre français : Les Super Mécanimaux
- Création : Jeff Rosen
- Réalisation :
- Société de distribution : CBC Kids
- Pays d'origine :  Canada
- Langue originale : Français et anglais
- Genre : Animation, comédie
- Durée : 12 minutes
- Nombre d'épisodes : 73 (3 saisons)
- Classification : Tout public

## Personnages principaux
- Rex est un mécani-dinosaure vert. Sa capacité améliorée est la force. Souvent, lors de l'utilisation de cette capacité, la Licorne se réfère à lui comme étant "fort comme un Tyrannosaurus en titane" qui, avec son nom et sa forme bipède, indiquerait qu'il est un robot Tyrannosaurus rex. Il est le leader de la mécanique des animaux lorsqu'ils sont en route vers leur mission. Lorsqu'il se transforme, il devient un croisement entre un chariot élévateur, un tracteur et une pelle. Il a également une obsession de la nourriture.
- La Licorne (en anglais Unicorn) est une mécani-licorne rose avec la capacité de voler. Elle est le seul Super Mécanimal qui ne peut pas marcher sur deux jambes. La corne sur sa tête peut clignoter comme une balise, permettant à d'autres créatures de la suivre pendant qu'elle vole. En vol, ses jambes sont pliées en arrière et ses sabots deviennent des propulseurs de fusée, la propulsant dans les airs. Ses ailes sont repliées à l'intérieur de son dos, sauf lorsqu'elles sont utilisées où elles permettent de contrôler la direction et la vitesse. La Licorne peut également lancer des éclairs et créer un tourbillon avec sa corne.
- Komodo est un mécani-dragon de Komodo rouge qui marche sur deux pattes et a de grandes lunettes bleues carrées. Son amélioration est mécani-bricoleur, la capacité de changer sa queue en une sélection d'outils, comme une pioche, une clé, une scie, un marteau ou un tournevis. Souvent, lors de l'utilisation de cette capacité, la Licorne se réfère à lui comme étant "Komodo est le roi des bricoleurs". Cela implique cependant qu'il travaille à reculons sur la ligne du problème, le forçant à se plier presque en deux pour voir ce qu'il fait. Il se montre très intelligent, découvrant souvent les petits détails du problème en main. Il a tendance à agir comme un expert en arts martiaux. En quelques épisodes, il révèle qu'il a le ventre et les jambes sensibles. Il doit souvent avertir Sasquatch des "pièges".
- Petite Souris (en anglais Mouse) est une mécani-souris garçon manqué jaune qui est la plus jeune du groupe et qui court sur deux roues au lieu de ses pieds arrière. Sa capacité est mécani-rapide, qui est augmentée en se couchant à plat, avec ses pattes avant sur le sol, qui ont également des roues, et en aplatissant ses oreilles sur le côté de sa tête et en allongeant les tuyaux d'échappement qui l'aident à la propulser vers l'avant. Ses oreilles agissent comme des antennes paraboliques pour capter les sons. Elle rit parfois avant que Sasquatch ne se transforme et puisse s'adapter aux endroits étroits que ses amis ne peuvent pas. Chaque fois que Sasquatch a peur ou est impatient, elle vient toujours lui tenir la main. Mais quand elle a peur, Sasquatch est toujours là pour lui tenir la main. Elle a également la capacité de comprendre les créatures.
- Sasquatch est un mécani-Bigfoot bleu qui a la capacité améliorée de s'étirer. Chacun de ses membres s'étend sur une longueur incroyable. Lorsqu'il est étiré, ses membres individuels sont longs, mais ses articulations ne se modifient pas et ne se plient pas normalement. Dans l'épisode "L'île du ballon babouin", il a été révélé qu'il était allergique aux poires à air et dans ce même épisode et "L'île des boules skieurs", il a de l'anxiété et une peur des hauteurs. Il s'est souvent appelé "le puissant Sasquatch". Chaque fois que la souris a peur, il vient toujours pour lui tenir la main (comme on le voit dans "Les requins casse-tête" et "L'île des bateaux canards"), mais chaque fois qu'il a peur ou impatient (comme on le voit dans "L'île de la montagne dinosaure" et "La course des escargots"), Petite Souris vient toujours pour lui tenir la main. Sasquatch désobéit souvent aux avertissements de Komodo.
- La Petite chouette d'île (en anglais Island Owl) est le commandant de l'équipe qui n'apparaît qu'au début de chaque épisode, donnant à l'équipe sa mission. Sa tête ressemble à un téléviseur, qui commence chaque briefing montrant son visage, puis change pour montrer une représentation de l'île vers laquelle les Super Mécanimaux doivent être envoyées. Elle accompagne les Super Mécanimaux, après qu'ils soient partis pour leur mission car elle n'est jamais entendue ou vue à nouveau, mais elle est mentionnée par Komodo chaque fois que quelqu'un enfreint une règle.

La série Les Super Mécanimaux a été adaptée en spectacle sur plusieurs scènes au MIPCOM. La série n'a jamais été diffusée en live dans le monde entier.

## Distribution

### Voix originales
- Jim Fowler : Rex
- Leah Ostry : Licorne
- Shannon Lynch : Komodo
- Abigail Gordon : Petite Souris
- Ian MacDougall : Sasquatch
- Lenore Zann : Petite chouette de l'île

### Voix françaises
- Nicolas Charbonneaux-Collombet : Rex
- Éveline Gélinas : Licorne
- François Caffiaux : Komodo
- Catherine Brunet : Petite Souris
- Denis Roy : Sasquatch
- Marika Lhoumeau : Petite chouette de l'île

 Source et légende : version québécoise (VQ) sur Doublage.qc.ca

## Épisodes

### Saison 1
1. . L'île des haricots turbo
2. . L'île des lapins musiciens
3. . La vache aux quatre tours
4. . L'île des baleines avions
5. . L'île de la montagne dinosaure
6. . L'île aux oiselets
7. . L'île des bestioles bolides
8. . Les poupées pingouins
9. . Les requins casse-tête
10. . L'île des cloches carillonnantes